# 1983년 포파얀 지진
1983년 포파얀 지진(스페인어: 엘 테레모토 데 포파얀)은 3월 31일 콜롬비아 포파얀에서 발생했다. 이 지진은 모멘트 규모 5.6으로 포파얀 남서쪽 진앙에서 15 킬로미터 (9.3 mi) 깊이에서 발생했다. 이 지진으로 267명이 사망했으며, 진동 위험 지역에 내진성 건축 자재를 의무화하는 새로운 법률이 제정되었다.

## 배경
1537년에 설립된 포파얀은 아름다움과 스페인 식민지 시대 건축물의 잔존 예로 유명했다. 이 도시는 이미 자연재해를 겪었으며, 지진과 두 번의 화산 폭발로 세 차례 파괴된 적이 있었다.

## 지진
1983년 지진은 그 해 성목요일 오전 8시 13분에 발생했다. 30초도 채 되지 않는 짧은 시간이었지만, 재산 피해는 막대했고 267명이 사망하고 7,500명이 부상당했다. 총 14,000채의 건물이 손상되었으며, 그 대부분은 도시의 역사적 중심지에 있었다. 이 중 6,885채는 구조물의 50% 이상이 손상되었고, 4,500채는 경미한 손상을 입었다. 2,470채의 가옥이 붕괴되었다. 약 $5천만 달러의 피해가 발생했다. 지역 기반 시설에도 심각한 피해가 발생했다. 주민들은 전기와 물이 끊겼고, 통신이 두절되었으며, 도시 공항의 피해로 인해 헬리콥터와 소형 비행기만 이용할 수 있었다. 많은 부상자들이 가장 가까운 대도시인 칼리로 공수되어야 했다.
이 지진은 주변의 많은 마을과 지역에도 영향을 미쳤으며, 카히비오에서는 최소 10명이 사망했다.

## 여파

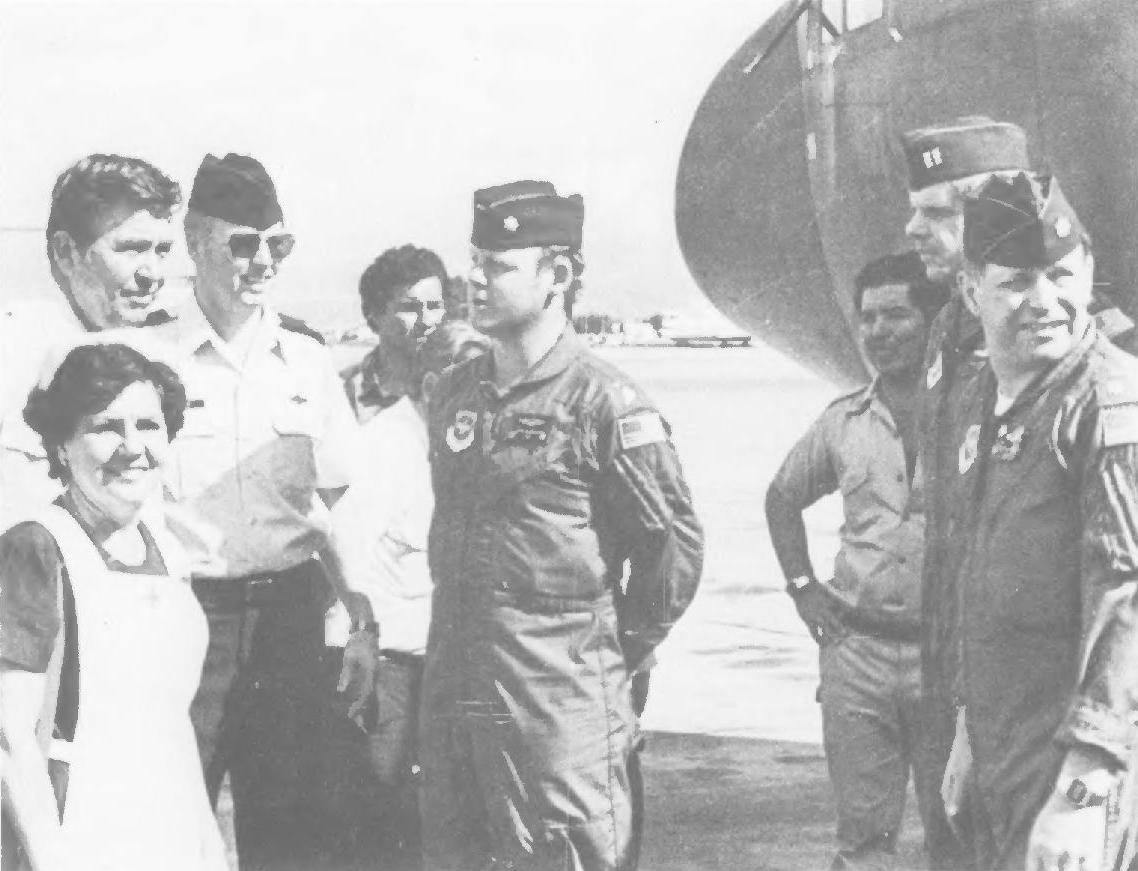
토마스 D. 보얏 미국 대사가 포파얀에서 미국 원조 물품의 첫 비행기 적재를 받고 있다

콜롬비아의 대통령 벨리사리오 베탕쿠르는 다른 정부 관계자들과 함께 현장을 방문하고 재난 이후 열린 장례식에 참석했다. 정부는 세계은행에서 신용을 확보하고 도시 재건에 $8천만 달러를 책정했으며, 이 중 절반은 재건에, 나머지는 경제 재건에 사용될 예정이었다.
콜롬비아는 다른 나라들로부터도 지원을 받았다. 스페인 적십자는 부상자들을 돕기 위한 물품을 보냈고, 스페인 정부도 지원을 제안했으며, 베네수엘라는 생존자들에게 의료 지원을 제공하기 위해 비행기를 보냈고, 미국은 미화 70만 달러 상당의 물품과 의료 용품을 보냈다.
유명 마약 밀매업자인 곤살로 로드리게스 가차는 포파얀으로 가서 재해 피해자들에게 20만 달러를 기부했다.
피해를 입은 많은 1층 및 2층 건물들은 지진에 영향을 받지 않을 것이라는 잘못된 믿음에 기반하여 지진을 견딜 수 없는 재료로 지어졌다. 결과적으로 다음 해 콜롬비아 정부는 지진에 견딜 수 있는 주택 건설을 의무화하는 새로운 건축 법규(스페인어: 코디고 콜롬비아노 데 콘스트루치오네스 시스모르레시스텐테스)를 제정했다. 또한 지진 변화를 모니터링하는 임무를 맡은 콜롬비아 지진 네트워크도 설립되었다.